# Berg-Seidelbast
Der Berg-Seidelbast (Daphne sericea) ist eine Pflanzenart aus der Gattung Seidelbast (Daphne) in der Familie der Seidelbastgewächse.

## Merkmale
Der Berg-Seidelbast ist ein Strauch, der Wuchshöhen von 30 bis 100 (150) Zentimeter erreicht. Die Blätter sind länglich-verkehrteiförmig, spitz oder stumpf und messen 20 bis 60 Millimeter in der Länge und 6 bis 12 Millimeter in der Breite. Die Unterseite ist mit dicht anliegenden weißen Haaren bedeckt, die Oberseite ist glänzend und kahl mit Ausnahme weniger Haare auf der Mittelrippe.
Der Blütenstand besteht aus 5 bis 15 Blüten. Die Tragblätter sind 4 bis 6 (bis 8) Millimeter lang. Die kronblattähnlichen Kelchblätter sind rosa, eiförmig oder breit dreieckig und stumpf oder spitz. Die Früchte sind orangebraun oder rötlich.
Die Blütezeit reicht von Februar bis April.
Die Chromosomenzahl beträgt 2n = 18.

## Vorkommen
Der Berg-Seidelbast kommt im östlichen und zentralen Mittelmeerraum in lichten Kiefernwäldern sowie in Eichen-Erdbeerbaum-Macchien und in Phrygana in Höhenlagen von 100 bis 1500 Meter vor. Er ist vor allem in höheren Lagen und auf Kalk zu finden.

## Nutzung
Der Berg-Seidelbast wird selten als Zierpflanze für Alpinenhäuser genutzt.